# Lotus Esprit

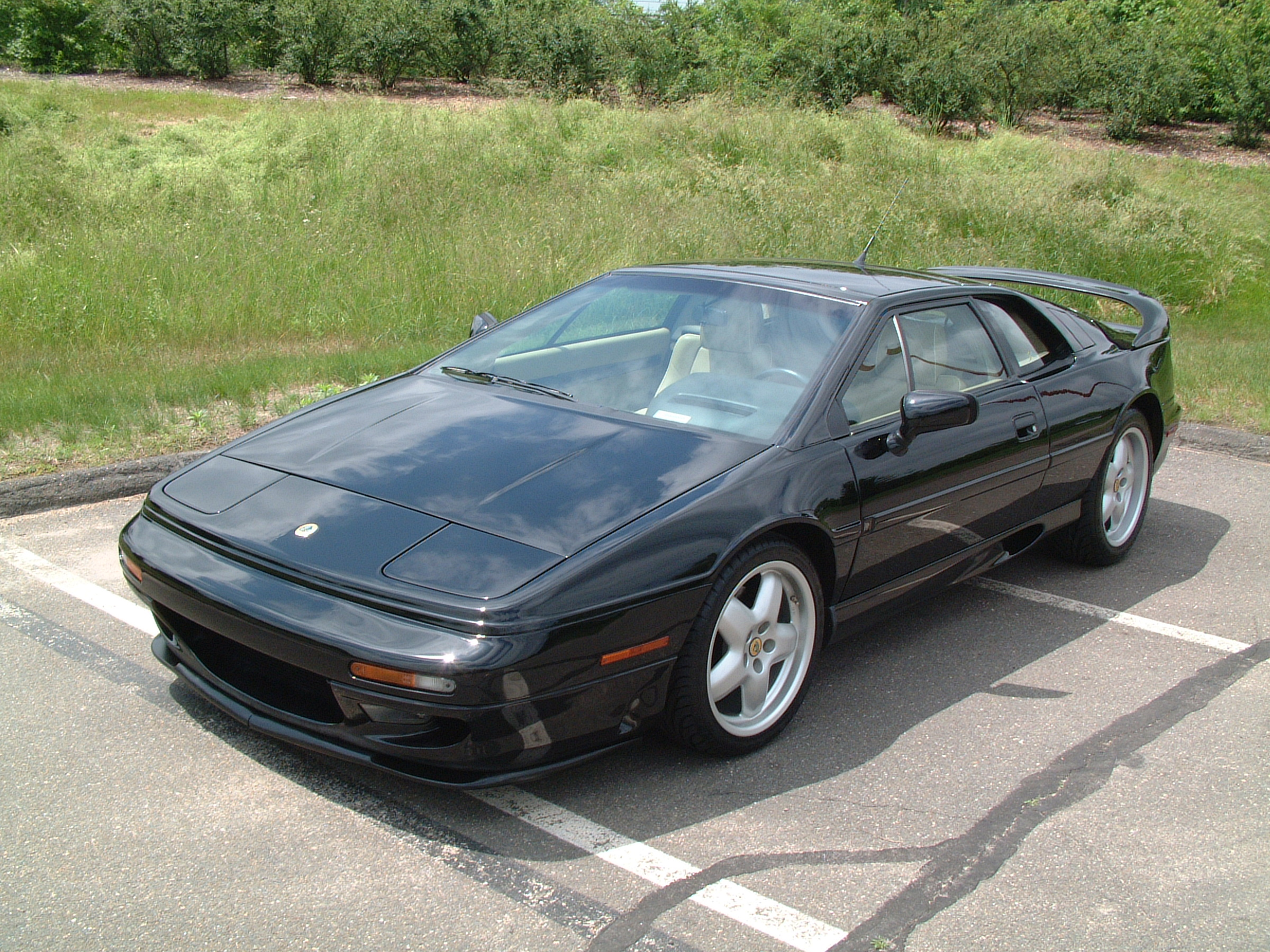
Lotus Esprit S4 1995

Lotus Esprit är en brittisk sportbil som tillverkades från 1976 till 2004 och som ersatte modellen Lotus Europa. 

## Bakgrund
Karossformen, med skarpa veck och raka linjer skapades av Giugiaro, påminner om Elite. Växellådan är femväxlad och kommer från Citroën SM. 
Under 1980 introducerades en 2,2-litersmotor och en turboladdad motor på 210hk och med förbättrat chassi och fjädring. Karossens linjer blev 1988 försiktigt omgjorda, och 1989 ökade tillverkaren motorns  effekten till 264 hästkrafter. Accelerationen, 0-100 km/h, minskades till 4,9 sekunder och toppfarten ökades till 260 km/h. År 1996 lanserades både Esprit GT3 och Esprit V8 med 350hk. Totalt tillverkades drygt 10 000 Lotus Esprit under åren 1976-2004.

## Populärkultur

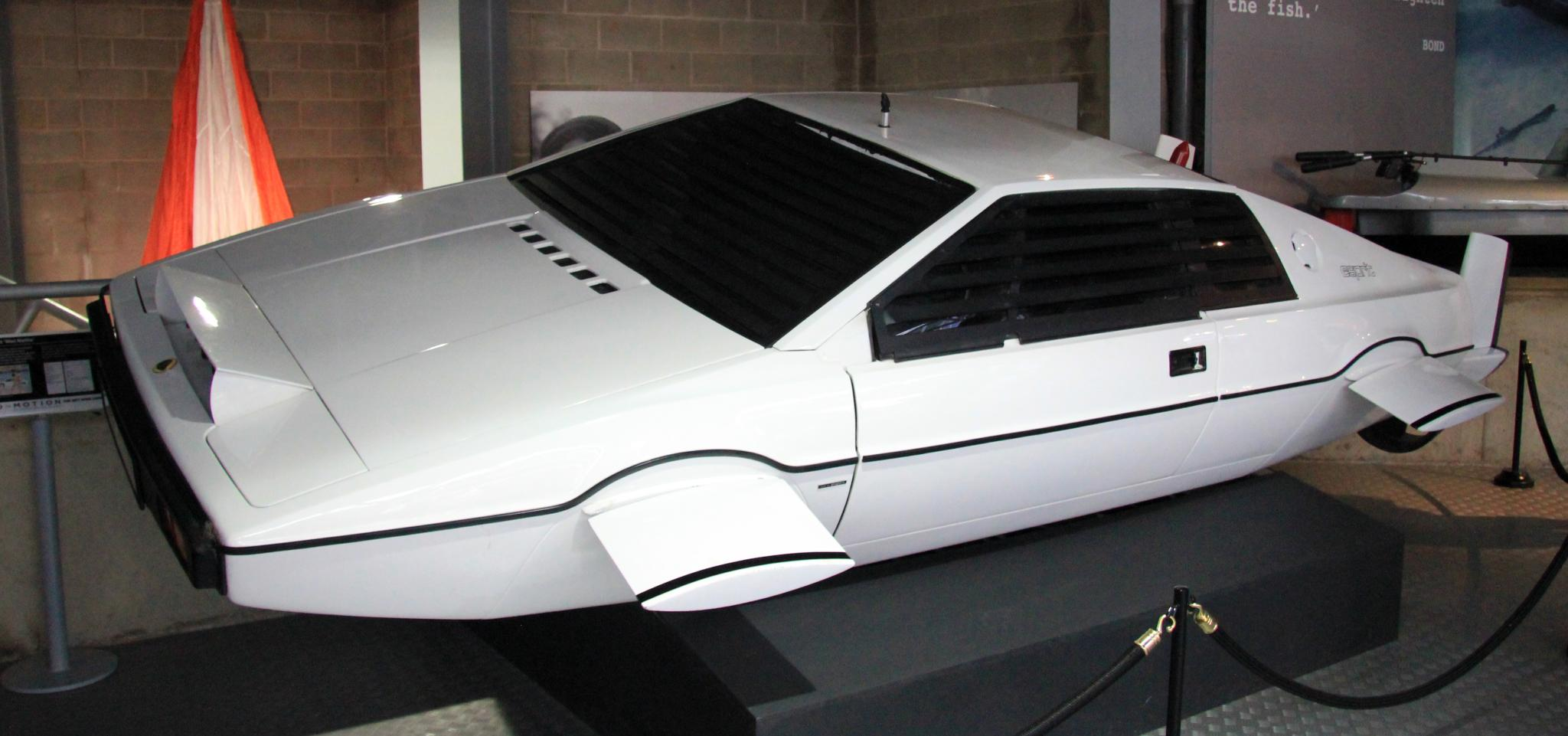
James Bonds Lotus Esprit i "ubåtsläge".

James Bond kör Lotus Esprit i filmen Älskade spion, där den specialombyggda bilen kan omvandlades till ubåt. En liknande Lotus Espirit förekommer även i Ur dödlig synvinkel.